# Boris Kastner-Jirka

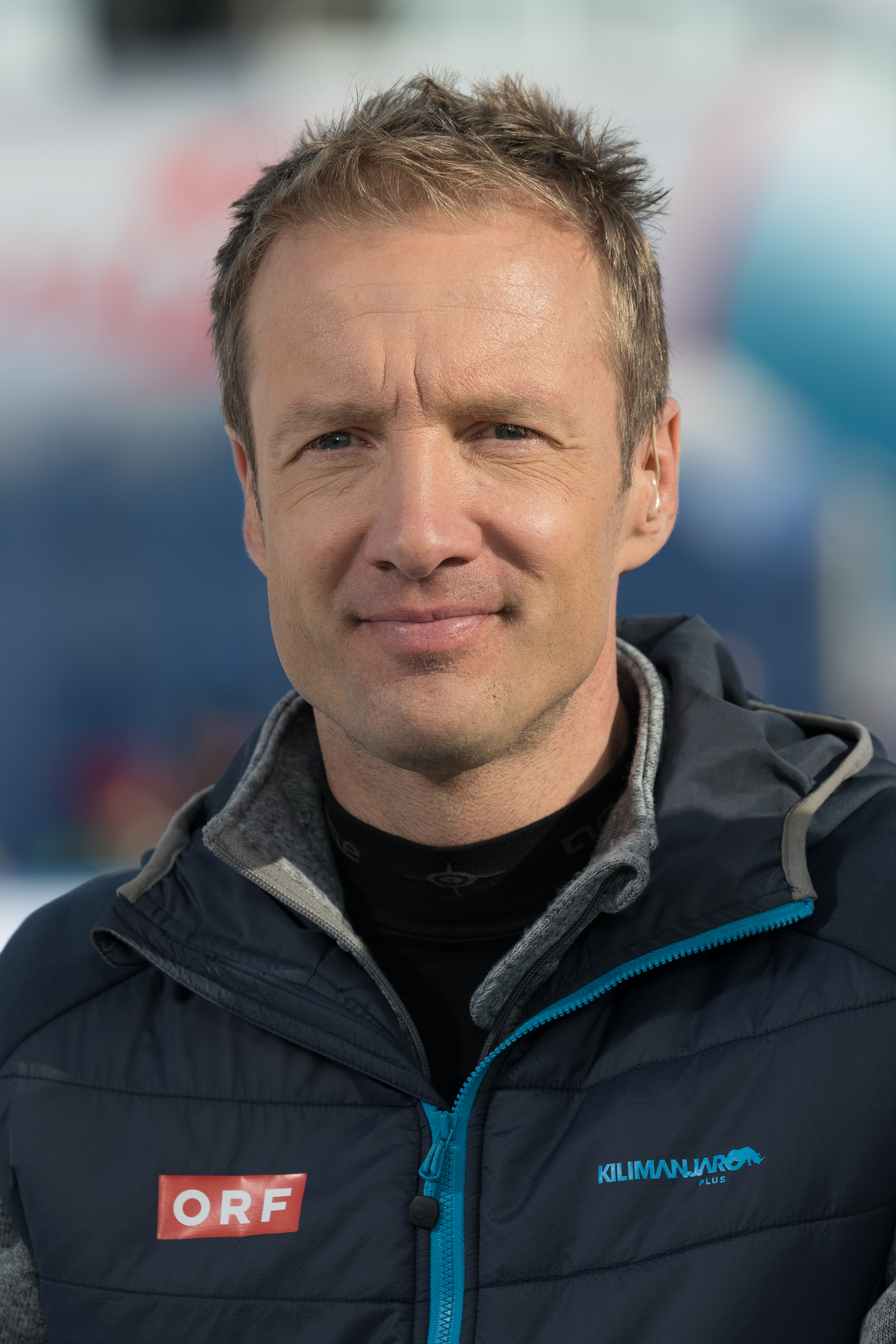
Boris Kastner-Jirka (2018)

Boris Kastner-Jirka (* 2. Mai 1969 in Wien als Boris Jirka) ist ein österreichischer Sportmoderator und -kommentator beim ORF.

## Leben und Karriere
Boris Jirka maturierte 1987 am Naturwissenschaftlichen Realgymnasium in Wien III., Radetzkystraße. Danach leistete er seinen Präsenzdienst ab und absolvierte die einjährig-freiwillige Ausbildung zum Miliz-Offizier.
Seine Studien der Sportwissenschaften, Publizistik- und Kommunikationswissenschaft sowie Geografie und Kartografie schloss er nicht ab. Ab 1990 war Jirka als freier Mitarbeiter im aktuellen Dienst des ORF-Landesstudios Niederösterreich beschäftigt. 1996 wechselte er nach Wien in die ORF-Sportredaktion, wo er seit 1997 Reporter, Kommentator und Moderator in diversen Sportarten (im Sommer: Fußball, Handball, Volleyball, Beachvolleyball, Faustball; im Winter: Ski Nordisch) tätig ist. Außerdem präsentiert er seit einigen Jahren die Sendung Sport am Sonntag.

## Familie
Boris Kastner-Jirka ist verheiratet und hat drei Kinder (einen Sohn und zwei Töchter). Seinen Nachnamen Kastner-Jirka trägt er seit seiner Hochzeit 2009, da er den Familiennamen seiner Frau seinem eigenen Familiennamen vorangestellt hat.

## Diverses
Boris Kastner-Jirka, selbst eine Zeitlang freiwilliger Sanitäter beim Roten Kreuz, lieh dem Sprachdialogsystem der Leitzentrale von 144 Notruf Niederösterreich seine Stimme.